# Forsmarksbruk
Forsmarksbruk este o arie protejată (arie de protecție specială avifaunistică — SPA) din Suedia întinsă pe o suprafață de 210,9 ha, integral pe uscat.

## Localizare
Centrul sitului Forsmarksbruk este situat la coordonatele 60°24′42″N 18°16′10″E / 60.4116°N 18.2694°E.

## Înființare
Situl Forsmarksbruk a fost declarat arie de protecție specială avifaunistică în martie 1996 pentru a proteja 2 specii de animale.

## Biodiversitate
Situată în ecoregiunile boreală și marină baltică, aria protejată nu include niciun habitat protejat.
La baza desemnării sitului se află mai multe specii protejate de  păsări (2): chiră de baltă (Sterna hirundo), Sterna paradisaea.